# Solanum pinnatum
Solanum pinnatum là loài thực vật có hoa trong họ Cà. Loài này được Cav. miêu tả khoa học đầu tiên năm 1799.